# M&M’s
M&M’s («эм энд эмc», исторически верное произношение: «Эм-эн-Эмс») — шоколадное драже, выпускаемое фирмой Mars LLC. Впервые появилось в США в 1941 году и сейчас продаётся более чем в 100 странах. Название M&M’s расшифровывается как «Марс и Мьюрри» (англ. Mars & Murrie’s) — по фамилиям двух основателей компании. M&M’s представляют собой разноцветное драже, на каждом из которых напечатана буква «M».
Концепция шоколада с покрытием из леденцов была вдохновлена методом, который позволил солдатам во время гражданской войны в Испании (1936—1939) носить шоколад в тёплом климате без его таяния. Это отражает самый продолжительный слоган компании: «Тает во рту, а не в руке».

## История
Форрест Марс-старший, сын основателя Mars Company Фрэнка Марса, скопировал идею конфет в 1930-х годах во время гражданской войны в Испании, когда увидел, как солдаты ели британские «Smarties» — шоколадные шарики с цветной оболочкой из затвердевшего сахарного сиропа, которая предотвращает таяние сладостей. Марс получил патент на свой собственный процесс 3 марта 1941 года.
Производство началось в 1941 году на заводе, расположенном по адресу 285 Badger Avenue в Клинтон-Хилл, Ньюарк, Нью-Джерси. Первое время после основания компания носила название M&M Limited: две буквы «М» представляют имена Форреста Э. Марса-старшего, основателя Newark Company, и Брюса Мюрри, сына президента Hershey Chocolate Уильяма Ф. Р. Мюрри, который имел 20-процентную долю в продукте. Эта договорённость позволяла делать конфеты из шоколада Hershey.

### Хронология
- 28 февраля 1941 года — начало выпуска M&M’s.
- 1950 год — на M&M’s впервые пишется чёрная буква «M».
- 1954 год — буква «M» на драже пишется белым. Начало выпуска арахисовых M&M’s. Тогда же в рекламе в чёрно-белом виде появились прототипы Красного и Жёлтого.
- 1960-е годы — появился слоган «Тает во рту, а не в руках»[11].